# 0,999…
Inom matematiken representerar 0,999… (även betecknat {\displaystyle 0,{\bar {9}}} eller {\displaystyle 0,{\dot {9}}}) en periodisk decimalutveckling som är exakt lika med talet 1. Med andra ord, symbolerna 0,999… och 1 representerar samma reella tal. Ju fler nior man tar hänsyn till i talet 0,999…, desto mindre skiljer det sig från 1. När oändligt många nior får vara med finns ingen skillnad kvar.
Matematiker har formulerat ett antal matematiska bevis för denna likhet, som varierar genom deras nivå av stringens, föredragen konstruktion av de reella talen, bakgrundsantaganden, historiskt sammanhang och målgrupp.
Likheten 0,999… = 1 har länge lärts ut i läroböckerna, och under de senaste årtiondena har forskare inom matematikpedagogik studerat mottagandet bland studenter, som ofta ljudligt motsätter sig denna likhet. Studenternas resonemang kan baseras på förväntningen att infinitesimala kvantiteter skulle finnas, att aritmetiken kanske är felaktig, eller helt enkelt att 0,999… skulle ha en sista 9:a. Dessa idéer är falska när det kommer till reella tal, vilket kan bevisas genom att explicit skapa de reella talen från de rationella talen, och ur sådana konstruktioner följer också direkt att 0,999… = 1. Samtidigt kan vissa av de intuitiva fenomenen studenter ibland väntar sig framträda i andra talsystem. Det finns även system där ett objekt, som skulle kunna kallas för "0,999…" är strikt mindre än 1.
Att talet 1 har två decimalexpansioner är inte någon säregenhet för decimalsystemet. Samma fenomen påträffas i alla heltalsbaser, och matematiker har även studerat sätt att skriva 1 i icke-heltalsbaser. Fenomenet är inte heller unikt för 1: varje ändlig decimalexpansion har en tvilling med efterföljande 9:or. De facto innehåller alla positionssystem ett oändligt antal tal som saknar unik decimalrepresentation. Dessa identiteter har använts för att bättre förstå mönster inom decimalutvecklingen för bråktal och strukturen hos en enkel fraktal, Cantormängden. De bör också beaktas i det klassiska beviset för att mängden av reella tal är överuppräknelig.

## Bevis

### Bråktalsbevis
| {\displaystyle {\begin{aligned}0,333\dots &={\frac {1}{3}}\\3\times 0,333\dots &=3\times {\frac {1}{3}}={\frac {3\times 1}{3}}\\0,999\dots &=1\end{aligned}}} |  | {\displaystyle {\begin{aligned}0,111\dots &={\frac {1}{9}}\\9\times 0,111\dots &=9\times {\frac {1}{9}}={\frac {9\times 1}{9}}\\0,999\dots &=1\end{aligned}}} |

### Algebraiskt bevis
{\displaystyle {\begin{aligned}x&=0,999\ldots \\10x&=9,999\ldots \\10x-x&=9,999\ldots -0,999\ldots \\9x&=9,999\ldots -0,999\ldots \\9x&=9\\x&=1\\0,999\ldots &=1\end{aligned}}}

### Bevis med oändliga serier
Ett reellt tal {\displaystyle a} kan uttryckas som en summa av en, möjligtvis oändlig, serie:
{\displaystyle \sum _{n=0}^{\infty }a_{n}\left({\frac {1}{10}}\right)^{n}}.
Där {\displaystyle a_{0}} är heltalsdelen av {\displaystyle a} och {\displaystyle a_{n}} är decimalen på plats {\displaystyle n}. Exempelvis kan talet 23,56 uttryckas som:
{\displaystyle 23,56=23+0,5+0,06=23\left({\frac {1}{10}}\right)^{0}+5\left({\frac {1}{10}}\right)^{1}+6\left({\frac {1}{10}}\right)^{2}}
Vi kan då uttrycka 0,999... som:
{\displaystyle 0,999\dots =\sum _{n=1}^{\infty }9\left({\frac {1}{10}}\right)^{n}}.
Vilket är en geometrisk serie, där vi har följande sats:
{\displaystyle \sum _{n=1}^{\infty }br^{n}={\frac {br}{1-r}}} om {\displaystyle |r|<1\,}.
I fallet 0,999... är {\displaystyle r={\frac {1}{10}}<1} så att:
{\displaystyle \sum _{n=1}^{\infty }9\left({\frac {1}{10}}\right)^{n}={\frac {9{\frac {1}{10}}}{1-{\frac {1}{10}}}}={\frac {9}{10{\frac {9}{10}}}}=1}.
Detta bevis presenterades redan 1770 av Leonhard Euler.